# Prémio Bordalo de Literatura da Casa da Imprensa
O Prémio Bordalo de Literatura da Casa da Imprensa é um prémio literário instituído pela Casa da Imprensa, atribuído desde 1962 (com interrupções).

## Vencedores
Lista incompleta
- 1991 – José Saramago
- 1992 – Vergílio Ferreira
- 1993 – Helena Marques com O último cais
- 1994 – José Cardoso Pires
- 1995 – Lídia Jorge com O Jardim sem Limites
- 1996 – Agustina Bessa Luís
- 1997 – José Cardoso Pires
- 1998 – Lídia Jorge com O vale da paixão
- 1999 – Nuno Júdice com Por todos os séculos
- 2000 – Pedro Tamen com Memória indescritível